# 레기오 S반 브레멘/니더작센
레기오 S반 브레멘/니더작센(독일어: Regio-S-Bahn Bremen/Niedersachsen)은 독일 브레멘, 브레머하펜, 올덴부르크를 중심으로 한 광역권에서 운행하는 광역철도 시스템이다. S반 브레멘(S-Bahn Bremen)으로 축약해서 불리기도 한다.
레기오 S반 계획에 따라서 브레멘의 기존 지역 및 근교 노선, 브레머하펜, 델멘호르스트, 노르덴함, 올덴부르크, 로텐부르크 (뷔메), 트비스트링겐, 페르덴, 빌헬름스하펜을 연결하는 노선이 포함되었다. S반으로서의 공식 개통은 2010년 12월 12일이다.
S반 운행 지역은 2022년까지 브레멘/니더작센 교통조합(Verkehrsverbund Bremen/Niedersachsen, VBN)으로 전부 편입되었고, 이에 따라서 교통 조합 운임이 적용된다. 올덴부르크-빌헬름스하펜선에는 VBN 지역 밖으로 나가는 열차도 운행한다.

## 참고 문헌
- Ostbremer Rundschau vom 16. Juni 1971 zur Vorgeschichte